# The Rolling Stones 1st British Tour 1965
The Rolling Stones 1st British Tour 1965 es una gira de conciertos musicales que realizó la banda entre las fechas de 5 de marzo de 1965 y el 18 de marzo de 1965, en los que fueron un total de 14 conciertos por Inglaterra.

## Miembros de la banda
- Mick Jagger voz, armónica
- Keith Richards guitarra, voz
- Brian Jones guitarra
- Bill Wyman bajo
- Charlie Watts percusión

## Fechas de la gira
- 05/03/1965  Regal Theatre, Edmonton, Londres
- 06/03/1965  Empire Theatre, Liverpool
- 07/03/1965  Palace Theatre, Manchester
- 08/03/1965  Futurist Theatre, Scarborough
- 09/03/1965  Odeon Theatre, Sunderland
- 10/03/1965  ABC Theatre, Huddersfield
- 11/03/1965  City Hall, Sheffield
- 12/03/1965  Trocadero Theatre, Leicester
- 13/03/1965  Granada Theatre, Rugby
- 14/03/1965  Odeon Theatre, Rochester
- 15/03/1965  Odeon Theatre, Guildford
- 16/03/1965  Granada Theatre, Greenford
- 17/03/1965  Odeon Theatre, Southend-on-Sea
- 18/03/1965  ABC Theatre, Romford